# Musa ibn Musa
Pour l’empereur du Mali, voir Moussa II.
Musa II, également appelé Musa ibn Musa ou Muza II ( - Tudela 862) est l'un des personnages les plus remarquables de la famille des Banu Qasi. Il était le fils de Musa ibn Fortún et d’Oneca. 

## Biographie
Il resta, en général, fidèle à Cordoue, siège du pouvoir central même si, en de nombreuses occasions, il tourna le dos au gouverneur de Saragosse et à l’émir de Cordoue. En 840, il vivait au château d’Arnedo. Cette année-là, il s’opposa à la nomination par l’émir de Cordoue d’Al Kulaby comme gouverneur de Tudela.
Allié à son demi-frère chrétien, le roi de Pampelune Eneko Arista, et au comte de Sobrarbe également chrétien, il fut sur le point d’annexer à son profit le gouvernorat de Huesca en 840, ce qui lui aurait procuré en pratique toute la moyenne vallée de l’Èbre. Par sa soumission à Abd ar-Rahman II, celui-ci le reconnut wali d’Arnedo en 843. L’année suivante, il se souleva de nouveau, mais obtint le pardon de l’émir.
En 852, Abd ar-Rahman II le nomma wali de Tudela et, plus tard, le nouvel émir Muhammad Ier le nomma wali de Saragosse. Ainsi, il contrôlait une grande partie de la Marche Supérieure, si bien qu’il s’auto-proclama "tertius regem in Spania"("troisième roi d’Espagne"). Le pouvoir central de Cordoue dut utiliser la dynastie des Banu Tuyibí pour s’opposer à Musa ibn Musa, afin de réussir à le réduire. Il combattit son gendre Izraq ibn Muntil à Guadalajara, et mourut en arrivant à Tudela au cours de l’année 862.

## Descendance
Il épousa sa nièce Assona, fille de son demi-frère Eneko Arista de Pampelune :
- Lubb II ibn Musa (-875) ;
- Ismail ibn Musa (-889) ;
- Mutarrif II ibn Musa (-873) ;
- Fortún II ibn Musa (-874) ;
- Oria bint Musa, mariée à un prince basque García (-859) et mère d'un Musa[2]. Selon Christian Settipani, García serait un fils de García Galíndez le Mauvais, comte d'Aragon, et Oria et lui auraient pu avoir aussi pour fille Oria (Aurea) épouse de Fortún Garcés[3].